# Loris Mularoni
Loris Mularoni (31 luglio 1976) è un ex judoka sammarinese.

## Biografia
Nato nel 1976, gareggiava nella classe di peso dei 71 kg (pesi leggeri).
A 19 anni ha partecipato ai Giochi olimpici di Atlanta 1996, nei 71 kg, uscendo ai sedicesimi di finale contro il portoghese Guilherme Bentes.